# Pindarî
Les Pindarî sont des groupes de cavaliers mercenaires accompagnant les armées marathes en Inde centrale au cours du XVIIIe siècle, lorsque l'Empire moghol était en pleine décomposition. Les Pindarî étaient vaguement organisés en bandes dirigées par des chefs auto-proclamés, chaque bande étant habituellement rattachée à l'un des grands chefs marathes. Les Pindarî avaient pour caractéristique de ne recevoir aucun salaire, mais avaient le privilège de piller les zones traversées. La plupart d'entre eux semblent avoir été musulmans et d'origine afghane.
Lorsque les forces régulières marathes sont démantelées au cours des campagnes menées par sir Arthur Wellesley et lord Gerard Lake en 1802-1804, les Pindarî s'installent dans le Mâlvâ, sous la protection tacite des Holkar et des Sindhia qui leur concèdent des terres dans la vallée de la Narmadâ. Ils prennent alors l'habitude de se rassembler chaque année au début de novembre et de faire des campagnes de pillage, comme au Goujerat en 1808-1809, dans le Bundelkhand en 1812 et sur le territoire du nizâm d'Hyderâbâd en 1815. Dans un de ces raids, sur la côte de Masulipattanam, ils pillent 339 villages, tuant ou blessant 682 personnes, en torturant 3600. En 1814, leur effectif est estimé entre 25 000 et 30 000 cavaliers.
En 1817, Warren Hastings, le premier Gouverneur Général des Indes, reçoit de la Compagnie anglaise des Indes orientales l'autorisation pour organiser une campagne d'élimination des Pindarî qui devient la troisième guerre anglo-marathe. Les Pindarî sont bientôt entourés de toutes parts par une grande armée composée de 120 000 hommes et 300 canons convergeant sur eux depuis le Bengale, le Dekkan et le Goujerat sous le commandement suprême d'Hastings en personne. Les Sindhia sont forcés de signer le traité de Gwalior et consentent à aider à l'extirpation des Pindarî qu'ils avaient jusqu'alors protégé. Le peshwâ de Pune, le râja Bhonsla de Nâgpur et l'armée des Holkar d'Indore tentent de s'interposer mais sont défaits l'un après l'autre. Les Pindarî offrent eux-mêmes peu de résistance. Amîr Khân, leur chef plus puissant qui s'était emparé de Bhopal en 1811 à la mort de Jasvant Râo Holkar, se rallie et accepte les conditions qui lui sont faites : il abandonne la ville et lui et ses descendants se voient accorder le titre de nawâb de l'État princier de Tonk dans le Rajputana. Le reste d'entre eux se rendent ou sont pourchassés comme un de leurs chefs les plus célèbres, Chittu, qui s'étant réfugié dans la jungle est tué par un tigre.
Les Pindarî sont parfois appelés Pândhara car on trouvait parmi eux des hommes originaires de la ville de Pandharpur dans le Maharashtra.

## Source
- Louis Frédéric, Dictionnaire de la civilisation indienne, Robert Laffont, 1987, 1276 p. (ISBN 2-221-01258-5)